# Eparchia orłowska
Eparchia orłowska – jedna z eparchii Rosyjskiej Cerkwi Prawosławnej. Jej głównym ośrodkiem jest miasto Orzeł.
Eparchia wchodzi w skład metropolii orłowskiej.

## Historia
6 maja 1788 ukazem Świętego Synodu została powołana eparchia orłowsko-siewska, której podlegały wikariaty wołchowski, liwieński i jelecki.
Od początku lat 20. niektóre dekanaty, z powodu represji wymierzonych w duchowieństwo, podlegały bezpośrednio Świętemu Synodowi, zaś w latach 1936–1943, na skutek czystek stalinowskich eparchia nie posiadała w ogóle zwierzchnika. W czasie niemieckiej okupacji na terenie obwodu orłowskiego eparchia podlegała hierarchii Rosyjskiego Kościoła Prawosławnego poza granicami Rosji i biskupowi berlińskiemu i niemieckiemu Serafinowi.
W latach 1945–1994 Orzeł był stolicą eparchii orłowsko-briańskiej. W 1994 Briańsk stał się siedzibą odrębnej administratury. W 2014 z eparchii orłowskiej wydzielono kolejną administraturę – eparchię liwieńską.

### Biskupi orłowscy[2]
- Tichon (Jakubowski), 1764–1767
- Cyryl (Fłorinski), 1768–1778
- Ambroży (Podobiedow), 1778–1782
- Damaskin (Siemionow-Rudniew), 1782–1783
- Teoktyst (Moczulski), 1784–1787
- Apollo (Bajbakow), 1788–1798
- Dosyteusz (Iljin), 1798–1817
- Jonasz (Pawinski), 1817–1821
- Gabriel (Rozanow), 1821–1828
- Nikodem (Bystricki), 1828–1840
- Innocenty (Sielnokrinow-Korowin), 1840
- Eulampiusz (Piatnicki), 1840–1844
- Smaragd (Kryżanowski), 1844–1858
- Polikarp (Radkiewicz), 1858–1867
- Makary (Mirolubow), 1867–1877
- Juwenaliusz (Kariukow), 1877–1883
- Symeon (Lińkow), 1883–1889
- Misael (Kryłow), 1889–1896
- Mitrofan (Niewski), 1896–1899
- Nikanor (Kamienski), 1899–1902
- Ireneusz (Orda), 1902–1904
- Kirion (Sadzagliszwili), w wersji zrusyfikowanej Sadzagelow, 1904–1906
- Serafin (Cziczagow), 1906–1908
- Aleksander (Gołowin), 1908–1911
- Grzegorz (Wachnin), 1911–1917
- Makary (Gniewuszew), 1917
- Serafin (Ostroumow), 1917
- Mikołaj (Mogilewski), 1927–1931
- Joannicjusz (Spieranski), 1931
- Daniel (Troicki), 1931
- Arseniusz (Smoleniec), 1931–1932
- Aleksander (Szczukin), 1932–1935
- Artemon (Jewstratow), 1935
- Serafin (Protopopow), 1935–1936
- Innocenty (Nikiforow), 1936–1938
- Focjusz (Topiro), 1945–1946
- Antoni (Marcenko), 1946
- Focjusz (Topiro), 1946–1947
- Mikołaj (Czufarowski), 1947–1949
- Flawian (Iwanow), 1949–1955
- Mitrofan (Gutowski), 1955–1956
- Hieronim (Zacharow), 1956–1962
- Antoni (Krotewycz), 1962–1963
- Palladiusz (Szerstiennikow), 1963–1976
- Gleb (Smirnow), 1976–1987
- Bartłomiej (Gondarowski), 1987–1988
- Paisjusz (Samczuk), 1988–2008[3]
- Hieronim (Czernyszow), 2008[4]
- Pantelejmon (Kutowoj), 2008–2011[5]
- Antoni (Czeremisow), 2011–2019[6]
- Szymon (Gietia), 2019[7]
- Tichon (Dorowskich), od 2019[8]

## Sytuacja obecna
1 stycznia 2011 na terenie eparchii działało 148 parafii, 157 cerkwi i 6 monasterów.